# Liber de causis et processu universitatis a prima causa
Liber de causis et processu universitatis a prima causa (Buch über die Ursachen und den Hervorgang von allem aus der ersten Ursache) ist eine Schrift des Gelehrten und Dominikaners Albertus Magnus in mittellateinischer Sprache. Der Titel des 1264–1267 verfassten Werkes bezieht sich auf das Buch der Ursachen, eine Auseinandersetzung arabischer Philosophen mit aristotelischem und neuplatonischem Gedankengut, die im 11. Jahrhundert von Gerhard von Cremona im Rahmen der Übersetzerschule von Toledo in die lateinische Sprache übertragen wurde. Allerdings geht Albertus Magnus davon aus, dass das Werk letztlich auf Aristoteles zurückzuführen ist. Er schrieb dazu (Buch 2, Traktat 1, Kapitel 1): David (Avendauth) fasste dieses Buch aus einem Brief des Aristoteles zusammen und fügte ihm viel ... von Avicenna und Alfarabi hinzu.

## Aufbau Inhalt und Quellen
Das Werk gliedert sich in 2 Bücher, einen historischen Überblick mit Einführung in das Thema und eine Kommentierung des Buches der Ursachen.

### Buch 1:De proprietatibus causae primae et eorum quae a causa prima procedunt
Albertus Magnus beginnt das Buch 1 Von den Eigenschaften der ersten Ursache und derer, die aus der ersten Ursache hervorgehen mit einem historischen Überblick der verschiedenen Deutungen des ersten Prinzips, der von der Antike (Epikureer) bis ins 11. Jahrhundert (Avicenna) reicht, und analysiert die Eigenschaften des ersten Prinzips (mittellat. Qualiter primum dicatur esse principium, Auf welche Weise gesagt wird, dass das Erste das Prinzip ist, (Buch 1, Traktat 1, Kapitel 11)). Gleichzeitig entwickelt er seine Grundüberzeugung (propositio), dass ... aus Einem, Einfachen unmittelbar nur Eines ist ... (Buch 1, Traktat 4, Kapitel 8).

### Buch 2:De terminatione causarum primariarum
Im zweiten Teil wird das Buch der Ursachen in der Folge seiner Kapitel Satz für Satz kommentiert. Jeder Kapitelbeitrag wird zum Abschluss in einem Text zusammengefasst, in dem der Ursprungstext umfangreich wörtlich zitiert wird (in der Edition von Winfried Fauser durch Kursivsetzung gekennzeichnet). Dabei lassen sich einige Schwerpunkte des Albertus Magnus ausmachen; so wird das Problem der ersten geschaffenen Dinge, vor denen nichts anderes geschaffen wurde (im Buch der Ursachen Kapitel 4) in Traktat 1, Kapitel 17–23 ausführlich besprochen, wobei Plato, Aristoteles und Boethius namentlich zitiert werden, aber auch Gedankengut von Averroes, Algazelus, Alfarabi und Avicenna einfließen.

## Textüberlieferung und Weiterwirken
Winfried Fauser zählt in seiner Edition 38 Manuskripte auf. Dies zeigt die weite Verbreitung des Werkes. Allerdings war es nicht unumstritten. Die in Buch 1, Traktat 4, Kapitel 8 entwickelte propositio (siehe oben) gehörte zu den 1277 in Paris theologisch verdammten Thesen und wurde auch von dem Schüler des Albertus Magnus Thomas von Aquin angegriffen. Dieser erstellte 1272–1274 einen Kommentar zum Buch der Ursachen, das andere Schwerpunkte setzte.

## Textausgaben und Übersetzungen
- Henryk Anzulewicz u. a.: Albertus Magnus. Buch über die Ursachen und den Hervorgang von allem aus der ersten Ursache. Liber de causis et processu universitatis a prima causa. Nach dem Text der Editio Coloniensis, Hamburg 2006.
- Winfried Fauser: Alberti Magni Ordinis Fratrum Praedicatorum: De causis et processu universitatis a prima causa, Aschendorff 1993.
- Alexander Fidora, Andreas Niederberger: Von Bagdad nach Toledo, Mainz 2001.